# Otto von Fieandt
Otto Henrik von Fieandt, född 26 september 1762 i Kristina socken, död 15 september 1823 på Kananoja gård i Viborgs socken, var en svensk militär. Han är känd såsom en av hjältarna från Johan Ludvig Runebergs diktverk Fänrik Ståls sägner.

## Uppväxt
Otto von Fieandt var son till Magnus Fredrik Fieandt, adlad von Fieandt (1725–1808) och Sigrid Regina Furumarck (1734–1798). Hans militära karriär inleddes 1769 när han blev volontär vid Savolax lätta infanteriregemente, i vilket hans far var kapten. Sin militära utbildning fick han i Brahelinna militärskola under Göran Magnus Sprengtporten och han deltog senare i Savolaxbrigadens rekognosceringsarbeten i östra Finland mellan åren 1777 och 1780. I Savolax lätta infanteriregemente blev han fänrik 1778 och löjtnant 1783, dock blev han åter fänrik vid Tavastehus läns infanteriregemente 1788.

## Gustav III:s ryska krig

### Anjalaförbundet
När Gustav III:s ryska krig inleddes år 1788 deltog von Fieandt först i mindre förpoststrider vid Anjala och Kaipias samt var han adjutant åt generallöjtnant Philip von Platen. Därefter invecklades han i anjalaförbundets planer och skrev under förbundsakten. Han förde sedan vidare dessa planer till Savolaxbrigadens stab i Rantasalmi, men möttes inte av någon större framgång. I von Fieandts fall hade hans medverkan till stor del att göra med släktförbindelser då hans kusin, Otto Carl von Fieandt, var en självständighetsman. Vid undersökningskrigsrätten i Heinola framhävde von Fieandt att han inte känt till innehållet i förbundsakten särskilt bra samt förklarar han i ett brev till Johan August Meijerfeldt den yngre att han "hyser andra tänkesätt än utav Anjalaförbundet kunde inhämtas". Även om krigsrätten hade förståelse för hans fall blev han häktad. Krigsrättens ordförande, Hans Leonard Svedenhielm, skrev dock i sin rapport till Meijerfelt att "Det ömmade hela krigsrätten och i synnerhet mig, att taga ett så hårt, men lagligt beslut i anseende till en så hurtig och rask ungdom, som ej insåg sviterna av sin vådeliga commission utan följde förmäns befallning ... han vill ej resa hem till sina föräldrar, nej han önskar endast till sin postering, som ligger i fiendens stundeliga åsyn".

### Senare medverkan
Redan en månad efter sitt häktande blev von Fieandt frisläppt och han erhöll en personlig ursäkt av Gustav III i ett sammanträffande med denne. Kort därefter var han adjutant åt honom i slaget vid Uttismalm och han blev senare även adjutant åt generalmajor Hugo Wilhelm Hamilton. Efter det fortsatte han att delta i flera strider under krigets senare skede där han bevisade sig vara en tapper officer och han befordrades till kapten den 2 september 1789. I april 1790 fanns von Fieandts namn på listan över de officerare som dömts till att avrättas för sin inblandning i anjalaförbundet, dock benådades han av kungen.

## Finska kriget
När finska kriget bröt ut i februari 1808 bevistade von Fieandt, som då var major i Tavastehus läns infanteriregemente, reträtten norrut och var med i slaget vid Siikajoki. Därefter rådde en stor overksamhet tills von Fieandt blev den första att genomföra en offensiv söderut. Under sommaren kom han att genomföra självständiga operationer för att skydda huvudarméns vänstra flank. I kriget blev han känd för sin tyranniska disciplin, vilken han uppehöll med sin Karbas.

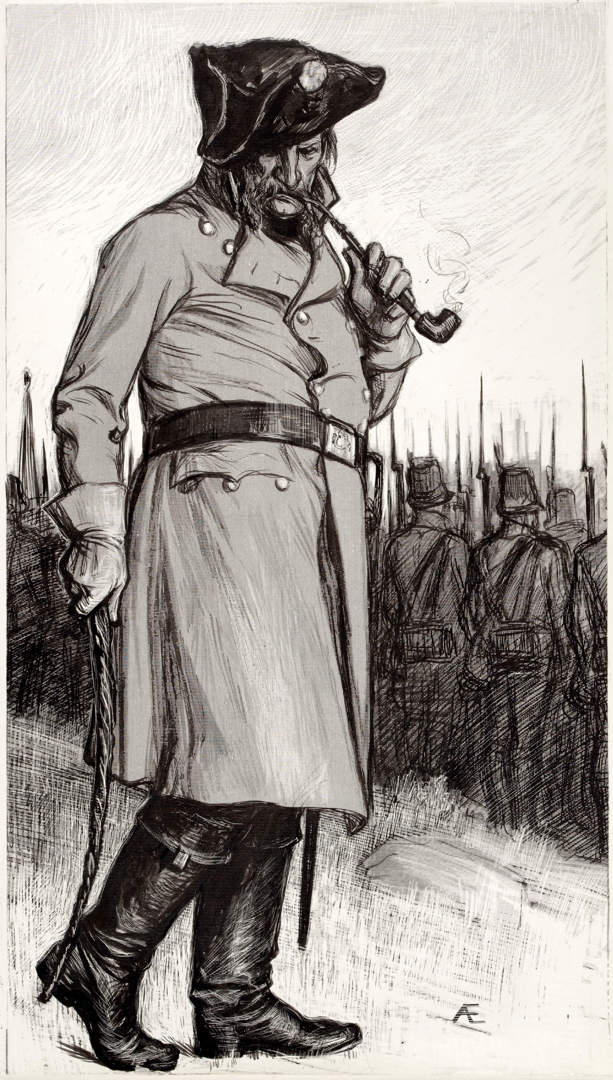
Otto von Fieandt, teckning av Albert Edelfelt.

### Otto von Fieandts sommaroperationer

#### Slaget vid Perho
Den 1 juni bröt von Fieandt upp ifrån Himango med 200 män i syfte att lägga beslag på ett ryskt förråd i Perho kyrkby. Han marscherade på vägen genom Lestijärvi kyrkby och nådde den norra viken av sjön Kivijärvi den 4 juni. Morgonen den 5 juni fortsatte färden i roddbåt över sjön till Kivijärvi kyrkby. Där var flera bönder igång med att svära trohet till kejsare Alexander I, men von Fieandt anslöt istället dessa till sin skara. Bönderna inlämnade underrättelser om den ryska ställningen och användes av von Fieandt för att leda hans marsch genom skogar och mossar västerut emot Perho, dit han framkom den 7 juni. Nästa morgon klockan 03:00 anföll von Fieandt den 150 man starka ryska ställningen med sina 200 tavastlänningar understödda av 130 beväpnade bönder. Efter en kort strid blev hela ryska styrkan fången och förråden erövrades.

#### Verksamhet i juni
Efter att ha delat ut delar av förråden till bönderna och gömt resten i skogen återvände von Fieandt till Kivijärvi kyrkby. Därifrån marscherade han tillbaka över en längre österut liggande väg genom Pihtipudas och mot Reisjärvi. Dock framkom redan den 15 juni vid Muurasjärvi en befallning att vända om och erövra ett annat förråd i Saarijärvi. Han vände då genast tillbaka till Pihtipudas, gick söderut genom Viitasaari och framkom den 19 juni till Talviais. Där fick han veta att Savolaxbrigaden dragit österut ifrån Kivisalmi samt den ryska ställningens starka antal, vilket ledde honom till att vända om. Han fick då befallning att återskaffa förråden som blivit erövrade vid Perho, dock var dessa försvunna och han marscherade sedan norrut igen genom Kivijärvi och Lestijärvi. Den 22 juni kom han till Mättälä där han erhöll en ny befallning att återvända till Perho och förena sin skara med en annan under befäl av major Carl Herman Grotenfelt, för att sedan inta den viktiga korsningen vid Lintulaks. Den 27 juni framkom han till Perho efter att ha marscherat närmare 740 kilometer under månadens gång och efter att erhållit Savolax infanteri, Savolax jägare, 12 dragoner och 2 kanoner hade von Fieandt nu 654 man under sitt befäl. Vid Perho lämnade han 100 man under befäl av kapten Carl Reinhold Ladau innan han avgick med de resterande trupperna mot Lintulaks. Överbefälhavare Wilhelm Mauritz Klingspor skrev till von Fieandt att "Detta är ett bevis uppå mitt förtroende för Herr Majorens Militairiska Skickelighet, då jag anförtror Herr Majoren ett så viktigt värfs utförande".

#### Slaget vid Lintulaks
Väl framme vid Lintulaks den 28 juni förberedde von Fieandt omedelbart sin ställning för ett försvar. Samtidigt hade överste Jegor Ivanovitj Vlastov utgått med 2000 man ifrån Saarijärvi efter att hans här erhållit förstärkningar och han framkom den 2 juli till Nitosilta bro där von Fieandt förposter uppehöll honom. Nästa dag, den 3 juli, anföll han dock i större antal och kom fram till Lintulaks där han efter fem timmar erövrade byn. Men den envise von Fieandt anföll med en bataljon under Grotenfelt som återerövrade byn medan hans resterande trupper kringgick deras ställning och gjorde ett stort antal till fångar. Dock avsände nu Vlastov en kolonn som kringgick von Fieandts ställning norr över stranden medan han själv anföll framifrån. Även från väst nalkades en trupp under Jakov Petrovitj Kulnev och under dessa omständigheter retirerade von Fieandt efter att ha förlorat 141 man.

#### Slaget vid Kokonsaari
Efter att ha blivit underrättad om nederlaget vid Lintulaks utsände Klingspor Åbo läns infanteriregementes livbataljon och Nylands infanteriregementes livbataljon samt 25 dragoner och 4 kanoner till von Fieandt, vars här då uppgick till 1300 man. Efter sin reträtt framkom von Fieandt åter till Perho, men eftersom han inte ansåg ställningen fördelaktig lämnade han endast två 100 man starka förposter där och marscherade sedan till Kokonsaari där han tog ställning i ett skogsbryn bakom en mosse. Medan detta pågick hade befälhavaren för ryska trupper i Österbotten, Nikolaj Rajevskij, fördelat sina trupper i två avdelningar. Han ledde den avdelning som skulle gå mot Lappo medan generalmajor Ivan Feodorovitj Jankovitj ledde den som skulle gå mot Kokonsaari. Den 11 juli attackerade Jankovitj ställningen vid Kokonsaari som under åtta timmars het strid höll och tillbakakastade deras anfall. Nu visade von Fieandt åter sin envishet då han endast drog sig tillbaka efter att ha förlorat 168 man och förbrukat nästan all sin ammunition. Han drog sig tillbaka till Dunkars bro, jagad av Jankovitj, som dock vände tillbaka och besatte Lintulaks efter en av Rajevskij utfärdad order.

#### Verksamhet i juli och augusti
Den 14 juli segrade den svenska huvudarmén i slaget vid Lappo, vilket ledde till att Jankovitj behövde retirera söderut för att inte bli avskuren under den svenska offensiven. Efter att ytterligare förstärkningar anlänt från Tavastehus läns infanteriregemente till von Fieandt, vars här nu uppgick till omkring 1700 man, gick han söderut från Perho och återerövrade Lintulaks. Även om framgångar uteblev från von Fieandts kampanj befordrades han till överstelöjtnant den 29 juli eftersom han ansågs ha visat mod och beslutsamt handlande. Den 12 augusti erhöll han order om att besätta Karstula, vilket han gjorde dagen efter. Han ansåg dock att ställningen vid Karstula var för svag för hans här att försvara och han ansökte om att bli understödd av generalmajor Johan Adam Cronstedts 4:e brigad för att kunna erövra Saarijärvi, dock nekades detta. Den 15 augusti sände han ut en bataljon ur Nylands infanteriregemente vilken kringgick och överföll de ryska förposterna vid Kalmari, efter vilket han förflyttade sin huvudstyrka dit. Där uppgjorde han planer över strövtåg som han skulle genomföra, dock hann bara ett strövtåg verkställas, mot ett förråd vid Koivisto. Han hann inte stanna i Kalmari under en större tid då han den 20 augusti fick kännedom om att ryska styrkor var på väg i hans riktning och han marscherade därför tillbaka mot Lintulaks. Under denna marsch erhöll han dock kännedom om den svenska segern i slaget vid Alavo och han stannade därför i Karstula med tron att de ryska styrkorna åter skulle behöva retirera söderut.

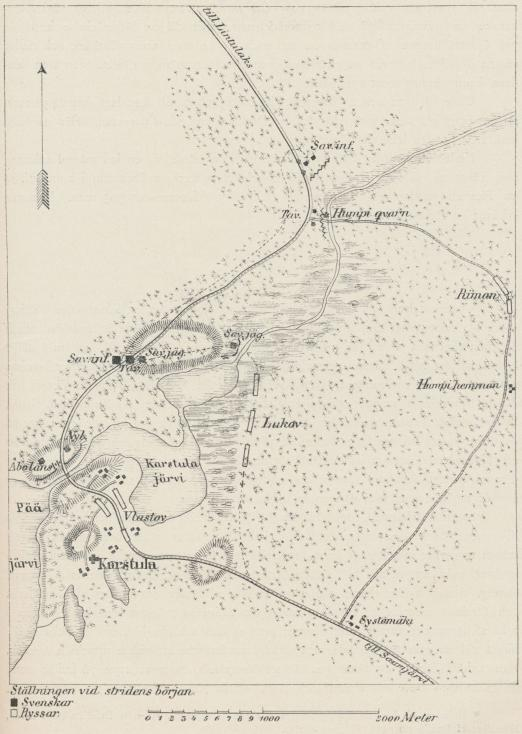
Karta över Slaget vid Karstula.

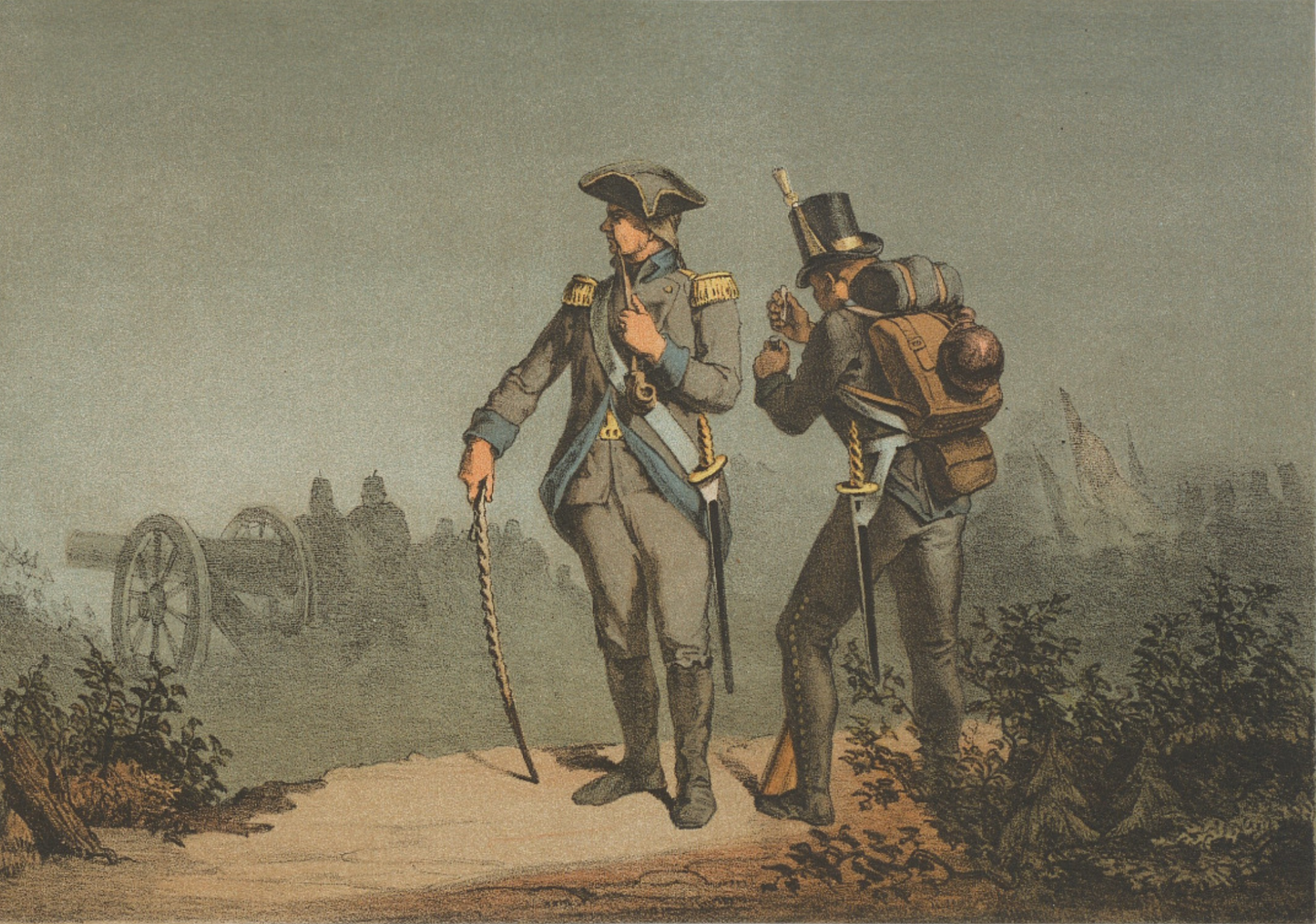
Otto von Fieandt av Carl Theodor Staaff.

#### Slaget vid Karstula
Vid Karstula ställde von Fieandt upp sina trupper norr om sundet som rinner mellan Pääjärvi och Karstulajärvi. Han befäste där sin ställning framför träbron, över vilken han lade brännbart material, samt anlade han förhuggningar. Han såg även att fienden kunde kunna ta sig till den norra, mindre viken där de skulle kunna beskjuta och anfalla honom, och av denna anledning gjorde han även en front där. Han förblev dock ovetandes om att fienden obemärkt kunde ta en åt öster liggande skogsstig för att kringgå honom.
Klockan 04:30 på morgonen den 21 augusti framkom Vlastov med 3000 man jämte 7 kanoner och drev undan von Fieandts fältvakt ifrån en kulle söder om Karstulajärvi. Fältvakten förflyttade sig över sundet och antände träbron medan Vlastov ställde upp sina trupper och kanoner. På svenska sidan om sundet uppställde von Fieandt Åbo Läns Regementes bataljon och Nylands Regementes bataljon samt alla 6 kanoner. Snart påbörjades en skottväxling mellan de två sidornas infanteri och deras kanoner. Dock var detta endast en skenstrid i vilken Vlastov satte in 2 och ½ bataljon samt 5 kanoner. 1 och ½ bataljon var utvalda till att ta den ovannämnda skogsstigen i syfte att kringgå den svenska ställningen medan de 3 resterande bataljonerna och de 2 resterande kanonerna under befäl av Fedor Alexejevitj Lukoff skulle gå norrut och inta ställning vid den norra, mindre viken. Klockan 07:00 gick Lukoff norrut mot denna vik vilket ledde von Fieandt till att sända sin halva bataljon Savolax jägare dit under befäl av Johan Henrik Furumark. Snart sändes även Nylands regementes bataljon och 2 kanoner dit för att stärka försvaret. Medan striden fortsatte rökte von Fieandt lugnt på sin pipa utan att hysa bekymmer för dess utgång. Vid 13:00 hindrades ett ryskt försök att gå över sundet och vid 14:00 erhöll von Fieandt från en dragon ett meddelande att ryska styrkor nalkades vid kvarnen som fanns där skogsstigen gick ut till vägen. När han hört detta gick von Fieandt "strax med yttersta skyndsamhet till kvarnen" dit han direkt uppställde Tavastehus läns regementes bataljon samt 2 kanoner. Han ansåg att om han skulle försöka hålla ställningen "så skulle jag visserligen äfventyrat att icke endast blifva totaliter slagen utan ock förlorat allt artilleriet och dess attirallie". På grund av detta satte han igång reträtten och blev under flera timmar trakasserad av ryska styrkor innan han mitt i natten anlände till Lintulaks. Han ämnade att kvarstanna och beskydda Lintulaks men då endast 354 man fanns kvar fortsatte reträtten till Dunkars bro där han infann sig den 24 augusti. Under de närmaste dagarna anmälde sig flertalet soldater som kommit bort under reträtten så von Fieandts förlust blev till slut endast 312 man. Hans förlust av Lintulaks hade dock stor påverkan på kriget då det ledde till att den svenska huvudarmén behövde avsluta sin offensiv söderut och dra norrut.

### Verksamhet under hösten och vintern

#### Operationer i Österbotten
Efter att den svenska huvudarmén dragit sig norrut och blivit besegrad i slaget vid Ruona-Salmi formades en plan om att samla svenska huvudarmén i Vasa. Därvid erhöll von Fieandt order om att steg för steg dra sig tillbaka och gå genom Gamlakarleby och Kronoby till Nykarleby. Han fick även order om att utskicka en mindre grupp norr om Gamlakarleby för att riva broarna upp emot Uleåborg. Samma kväll som han infann sig i Kronoby hade det dock formats en ny plan om att ta svenska huvudarmén norrut, varför han då måste reparera alla rivna broar. Han förflyttade sig därför norrut till den numera rivna Kauko bro för att reparera den. Kort därefter erövrade ryska styrkor Gamlakarleby och von Fieandt var därmed avskuren ifrån huvudarmén. Den 3:e brigaden under befäl av generalmajor Hans Henrik Gripenberg ankom dock till Kronoby redan dagen därpå och drev undan de ryska styrkorna. Sedermera förflyttade von Fieandt sina trupper tillbaka till Gamlakarleby där dessa blev införlivade i 3:e brigaden.

#### Slaget vid Sangis
När huvudarmén senare retirerade norrut över Bottenviken medkom von Fieandt i den 3:e brigaden. Den 24 mars 1809 ledde han brigadens eftertrupp när ryska styrkor kom ikapp honom. En strid bröt då ut i vilken von Fieandt efter en timme tillbakakastade de ryska styrkorna, men då dessa åter anföll fortsatte försvaret. Striden avbröts dock då en parlamentär anhöll om att få samtala med Gripenberg, vilket tilläts. Därvid slöts konventionen i Kalix vilket ledde till att Gripenberg kapitulerade och von Fieandt blev då krigsfånge.

## Sista tiden
I december samma år blev von Fieandt frisläppt och han anhöll då om att få söka sig till Sverige. Av detta blev det dock inget och i juni 1810 erhöll han avsked ur svensk tjänst med överstes rank efter vilket han var bosatt i Finland fram till sin död.

## Familj
Otto von Fieandt var gift två gånger.
Han gifte sig första gången 1791 med Ulrika Maria Rehbinder (1769–1800) och fick med henne tre barn: Johan Henrik (1793–1794); Carl Fredrik (1795–1869); Otto Magnus (1796–1860).
Han gifte sig andra gången 1801 med Ulrika Margareta Rehbinder (1777–1848) och fick med henne fem barn: Ulrika Maria (1802–1879), gift Ahnger; Johan Henrik (1804–1808); Ottiliana Anna (1806–1868), gift Nyberg; Johan Henrik (1810–1829); Bernt Gustaf (1810–1835).

## Utmärkelser
- Riddare av Svärdsorden,  1799[1]

[Redigera Wikidata]